# Broualan
Broualan is een dorp in Frankrijk, in Bretagne.

## Geografie
De oppervlakte van Broualan bedraagt 12,7 km².
De onderstaande kaart toont de ligging van Broualan met de belangrijkste infrastructuur en aangrenzende gemeenten.

## Demografie
Onderstaande figuur toont het verloop van het inwonertal, bron: INSEE-tellingen. 

1. ↑  Populations de référence 2022.